# Грабовац (Кнић)
Грабовац је насеље у Србији у општини Кнић у Шумадијском округу. Према попису из 2022. има 743 становника (према попису из 2011. било је 779 становника).

## Демографија
У насељу Грабовац живи 615 пунолетних становника, а просечна старост становништва износи 41,8 година (40,6 код мушкараца и 43,1 код жена). У насељу има 245 домаћинстава, а просечан број чланова по домаћинству је 3,10.
Ово насеље је великим делом насељено Србима (према попису из 2002. године), а у последња три пописа, примећен је пораст у броју становника.
|  |

| Демографија | Демографија | Демографија |
| Година      | Становника  | Становника  |
| ----------- | ----------- | ----------- |
| 1948.       | 559         |             |
| 1953.       | 550         |             |
| 1961.       | 556         |             |
| 1971.       | 638         |             |
| 1981.       | 718         |             |
| 1991.       | 748         | 738         |
| 2002.       | 760         | 774         |
| 2011.       | 779         |             |
| 2022.       | 743         |             |

| Етнички састав према попису из 2002.‍ | Етнички састав према попису из 2002.‍ | Етнички састав према попису из 2002.‍ | Етнички састав према попису из 2002.‍ | Етнички састав према попису из 2002.‍ |
| ------------------------------------ | ------------------------------------ | ------------------------------------ | ------------------------------------ | ------------------------------------ |
|                                      |                                      |                                      |                                      |                                      |
| Срби                                 | Срби                                 |                                      | 753                                  | 99,07%                               |
| Југословени                          | Југословени                          |                                      | 4                                    | 0,52%                                |
| Црногорци                            | Црногорци                            |                                      | 1                                    | 0,13%                                |
| непознато                            | непознато                            |                                      | 2                                    | 0,26%                                |

| Година пописа     | 1948. | 1953. | 1961. | 1971. | 1981. | 1991. | 2002. |
| ----------------- | ----- | ----- | ----- | ----- | ----- | ----- | ----- |
| Број домаћинстава | 122   | 119   | 132   | 161   | 210   | 214   | 245   |

| Број чланова      | 1  | 2  | 3  | 4  | 5  | 6  | 7 | 8 | 9 | 10 и више | Просек |
| ----------------- | -- | -- | -- | -- | -- | -- | - | - | - | --------- | ------ |
| Број домаћинстава | 47 | 69 | 33 | 51 | 21 | 13 | 5 | 4 | 0 | 2         | 3,10   |

| Пол    | Укупно | Неожењен/Неудата | Ожењен/Удата | Удовац/Удовица | Разведен/Разведена | Непознато |
| ------ | ------ | ---------------- | ------------ | -------------- | ------------------ | --------- |
| Мушки  | 329    | 103              | 193          | 23             | 7                  | 3         |
| Женски | 317    | 50               | 196          | 59             | 11                 | 1         |
| УКУПНО | 646    | 153              | 389          | 82             | 18                 | 4         |

| Пол    | Укупно                    | Пољопривреда, лов и шумарство | Рибарство                            | Вађење руде и камена | Прерађивачка индустрија       |
| ------ | ------------------------- | ----------------------------- | ------------------------------------ | -------------------- | ----------------------------- |
| Мушки  | 151                       | 30                            | 0                                    | 1                    | 60                            |
| Женски | 77                        | 16                            | 0                                    | 0                    | 26                            |
| УКУПНО | 228                       | 46                            | 0                                    | 1                    | 86                            |
| Пол    | Производња и снабдевање   | Грађевинарство                | Трговина                             | Хотели и ресторани   | Саобраћај, складиштење и везе |
| Мушки  | 12                        | 3                             | 10                                   | 0                    | 6                             |
| Женски | 0                         | 1                             | 7                                    | 2                    | 0                             |
| УКУПНО | 12                        | 4                             | 17                                   | 2                    | 6                             |
| Пол    | Финансијско посредовање   | Некретнине                    | Државна управа и одбрана             | Образовање           | Здравствени и социјални рад   |
| Мушки  | 0                         | 4                             | 9                                    | 7                    | 3                             |
| Женски | 2                         | 0                             | 0                                    | 12                   | 8                             |
| УКУПНО | 2                         | 4                             | 9                                    | 19                   | 11                            |
| Пол    | Остале услужне активности | Приватна домаћинства          | Екстериторијалне организације и тела | Непознато            | Непознато                     |
| Мушки  | 5                         | 0                             | 0                                    | 1                    | 1                             |
| Женски | 2                         | 0                             | 0                                    | 1                    | 1                             |
| УКУПНО | 7                         | 0                             | 0                                    | 2                    | 2                             |